# Канистео (тауншип, Миннесота)
Канистео (англ. Canisteo) — тауншип в округе Додж, Миннесота, США. На 2000 год его население составило 662 человека.

## География
По данным Бюро переписи населения США площадь тауншипа составляет 93,0 км², из которых 93,0 км² занимает суша, водоёмов нет.

## Демография
По данным переписи населения 2000 года здесь находились 662 человека, 225 домохозяйств и 191 семья.  Плотность населения —  7,1 чел./км².  На территории тауншипа расположено 229 построек со средней плотностью 2,5 построек на один квадратный километр. Расовый состав населения: 97,58 % белых, 2,11 % азиатов, 0,30 % — других рас США. Испанцы или латиноамериканцы любой расы составляли 2,11 % от популяции тауншипа.
Из 225 домохозяйств в 40,9 % воспитывались дети до 18 лет, в 77,8 % проживали супружеские пары, в 3,1 % проживали незамужние женщины и в 14,7 % домохозяйств проживали несемейные люди. 12,4 % домохозяйств состояли из одного человека, при том 5,8 % из — одиноких пожилых людей старше 65 лет. Средний размер домохозяйства — 2,94, а семьи — 3,20 человека.
30,5 % населения — младше 18 лет, 6,8 % — в возрасте от 18 до 24 лет, 26,1 % — от 25 до 44, 26,9 % — от 45 до 64, и 9,7 % — старше 65 лет. Средний возраст — 37 лет. На каждые 100 женщин приходилось 102,4 мужчин.  На каждые 100 женщин старше 18 приходилось 106,3 мужчин.
Средний годовой доход домохозяйства составлял 53 750 долларов, а средний годовой доход семьи —  57 708 долларов. Средний доход мужчин —  36 500  долларов, в то время как у женщин — 26 667. Доход на душу населения составил 21 889 долларов. За чертой бедности находились 3,1 % семей и 3,2 % всего населения тауншипа, из которых 3,6 % младше 18 и 3,5 % старше 65 лет.